# General Lázaro Cárdenas, Chiapas
General Lázaro Cárdenas är en ort i Mexiko.   Den ligger i kommunen Tonalá och delstaten Chiapas, i den sydöstra delen av landet, 700 km sydost om huvudstaden Mexico City. General Lázaro Cárdenas ligger 6 meter över havet och antalet invånare är 265.
Terrängen runt General Lázaro Cárdenas är mycket platt. Havet är nära General Lázaro Cárdenas åt sydväst. Runt General Lázaro Cárdenas är det ganska glesbefolkat, med 50 invånare per kvadratkilometer. Närmaste större samhälle är Tonalá, 16,3 km nordost om General Lázaro Cárdenas. Omgivningarna runt General Lázaro Cárdenas är en mosaik av jordbruksmark och naturlig växtlighet.